# Garry Shandling
Garry Emmanuel Shandling (Chicago, Illinois; 29 de noviembre de 1949-Los Ángeles, California; 24 de marzo de 2016) fue un comediante,  actor, guionista, director y productor estadounidense. Es más conocido por su trabajo en It's Garry Shandling's Show, The Larry Sanders Show y por su aparición en las películas Iron Man 2 (2010) y Captain America: The Winter Soldier (2014).

## Biografía
Garry Emmanuel Shandling nació en el seno de una familia judía de Chicago el 29 de noviembre de 1949, hijo de la propietaria de una tienda de mascotas Muriel Estelle (de soltera Singer) y del dueño de una imprenta Irving Shandling. Creció en la zona de Casa Loma Estates de Tucson, Arizona, habiéndose trasladado allí con su familia para que su hermano mayor Barry pudiera recibir tratamiento para la fibrosis quística. Barry murió de la enfermedad cuando Shandling tenía 10 años. Tras graduarse en Palo Verde High School, Shandling asistió a la Universidad de Arizona para especializarse en ingeniería eléctrica, pero en su lugar completó una licenciatura en marketing y cursó un año de estudios de posgrado en escritura creativa. 
Cuando Shandling tenía 19 años, condujo dos horas hasta un club de Phoenix y le enseñó algunos chistes a George Carlin, que actuaba allí. Al día siguiente, en un viaje de ida y vuelta repetido, Carlin le dijo que tenía «cosas divertidas en cada página» y que debía seguir con ello.

## Trayectoria
En 1973, se mudó a Los Ángeles y trabajó en una agencia de publicidad durante un tiempo, luego vendió un guion para la popular sitcom de la NBC Sanford e hijo. También escribió guiones para la sitcom Welcome Back, Kotter y asistió a una reunión de guionistas para Three's Company'.
Shandling dijo que se convirtió en un comediante de stand-up debido a un incidente que ocurrió un día en una reunión de historia para Three's Company', en la que uno de los productores del programa se quejó de una línea de diálogo y dijo: "Bueno, Chrissy no diría eso". Recordó: "Me quedé mirando. Dije: 'No creo que pueda hacer esto'. Y me detuve allí mismo y seguí actuando."
En 1978, Shandling realizó su primera rutina de stand-up en The Comedy Store. Un año después, fue uno de los pocos artistas que cruzó la línea de piquete cuando un grupo de cómicos organizó un boicot contra la Comedy Store, en protesta por la política de la propietaria Mitzi Shore de no pagar a los cómicos por actuar. Según William Knoedelseder, Shandling "era el vástago de una familia decididamente antisindicalista. No había compartido la experiencia de los cómicos en apuros. Antes de la huelga, Shore se había negado a incluirlo en la programación regular porque no creía que fuera lo bastante bueno. Por supuesto, eso cambió en cuanto cruzó el piquete».
El personaje de Shandling sobre el escenario era un hombre nervioso, tenso, conservador y al borde de la ansiedad. Después de un par de años en la carretera, fue contratado por un cazatalentos de The Tonight Show Starring Johnny Carson para aparecer como invitado en 1981.  Hizo presentaciones sucesivas en The Tonight Show, estelarizado por Johnny Carson, siendo huésped frecuente de este show. Shandling fue por mucho tiempo considerado como el principal contendiente para reemplazar a Carson (aunque otros se inclinaban por Joan Rivers, David Letterman y David Brenner). Shandling sustituyó a Carson hasta 1987. cuando se marchó para centrarse en su programa de cable, dejando a Jay Leno como presentador invitado permanente y eventual sucesor de Carson.
En 1984, Shandling realizó su primer especial de stand-up, Garry Shandling: Solo en Las Vegas para Showtime, seguido de un segundo especial televisado en 1986, The Garry Shandling Show: 25th Anniversary Special, también para Showtime. En 1991, un tercer especial, Garry Shandling: Stand-Up, formó parte de la HBO Comedy Hour.

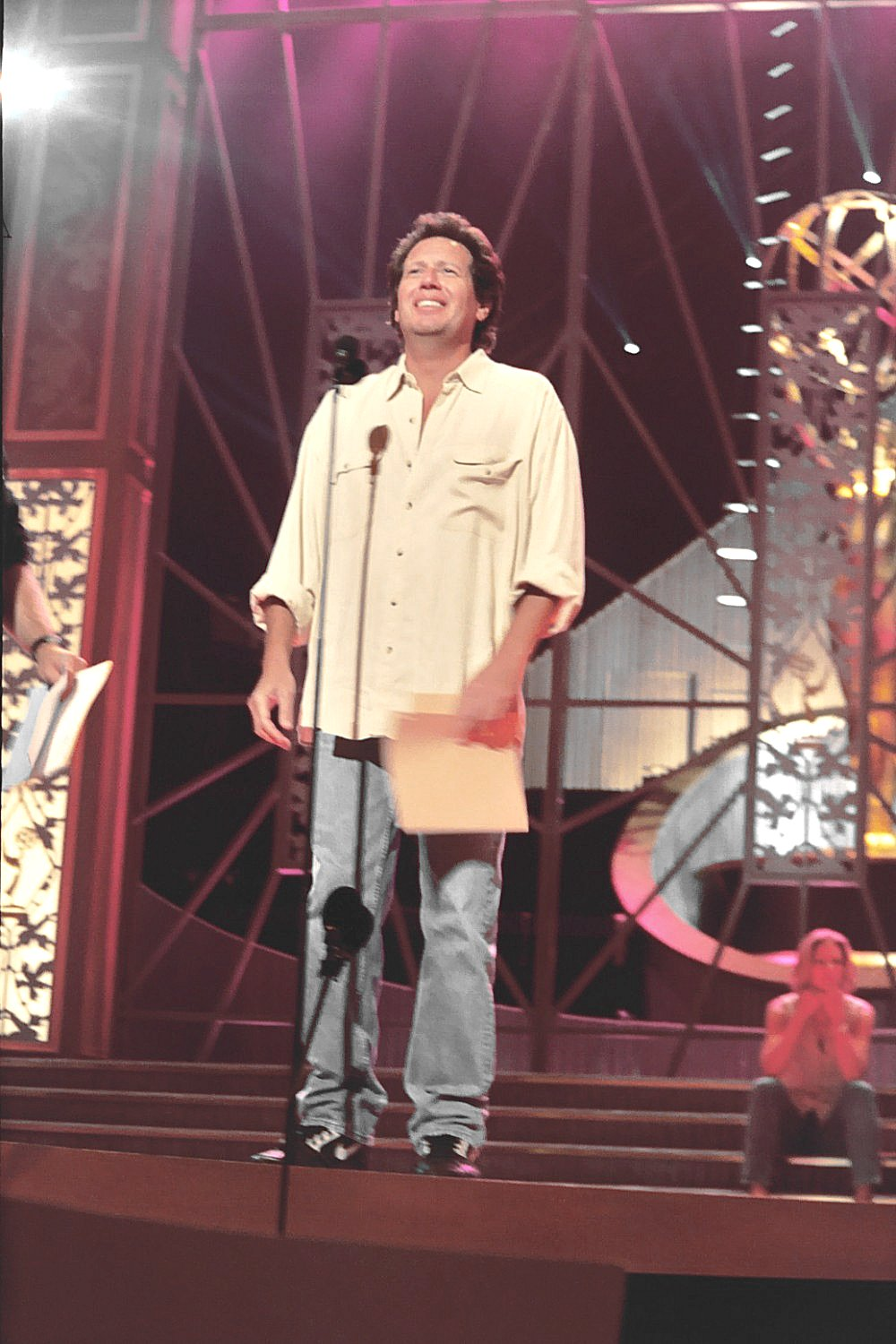
Premios Emmy 1994

En 1992, Shandling se lanzó a otro éxito comercial y de crítica con la creación de la sitcom The Larry Sanders Show, que duró 89 episodios hasta 1998 en HBO. Obtuvo 56 nominaciones a los Premios Emmy y tres victorias. Shandling basó la serie en sus experiencias como presentador invitado de The Tonight Show Starring Johnny Carson'.
En 1993, la NBC ofreció a Shandling 5 millones de dólares para hacerse cargo de Late Night cuando David Letterman anunció su muy publicitado traslado a CBS, pero Shandling lo rechazó. Posteriormente le ofrecieron The Late Late Show, pero también lo rechazó en favor de continuar con The Larry Sanders Show.
Shandling escribió 38 episodios de la serie y dirigió tres en su última temporada. Fue nominado a 18 premios Emmy por la serie: cinco por interpretación, siete por guion y seis por ser coproductor ejecutivo con Brad Grey. Ganó un premio Emmy por Outstanding Writing in a Comedy Series por el final de la serie «Flip». También fue nominado a dos Globo de Oros al Mejor Actor (Musical o Comedia) en 1994 y 1995. Ganó dos American Comedy Awards a la interpretación masculina más divertida en una serie de comedia, ocho CableACE Awards y un BAFTA Award. La serie influyó en otros programas, como Entourage', 30 Rock, y '''Curb Your Enthusiasm, donde las estrellas invitadas se interpretan a sí mismas.
En 2002, TV Guide nombró El show de Larry Sanders como el 38.º mejor programa de todos los tiempos. En 2008, Entertainment Weekly lo clasificó como el 28.º mejor programa de los últimos 25 años, y fue incluido en la lista de los 100 mejores programas de todos los tiempos de la revista Time.
La primera temporada se reestrenó en 2007, junto con un No solo lo mejor del show de Larry Sanders, las selecciones de Shandling de los mejores 23 episodios.
En octubre de 2012, Shandling regresó con compañeros de reparto de El show de Larry Sanders para el número Reunions de Entertainment Weekly, donde se reencontró con los coprotagonistas Rip Torn, Jeffrey Tambor, Sarah Silverman, Penny Johnson Jerald, Wallace Langham y Mary Lynn Rajskub. 
En el cine, Shandling tuvo un papel recurrente en el Universo cinematográfico de Marvel, apareciendo en las películas Iron Man 2, de 2010, y en Captain America: The Winter Soldier, de 2014. Además, prestó su voz para la película animada de 2006 Vecinos invasores.

## Vida privada

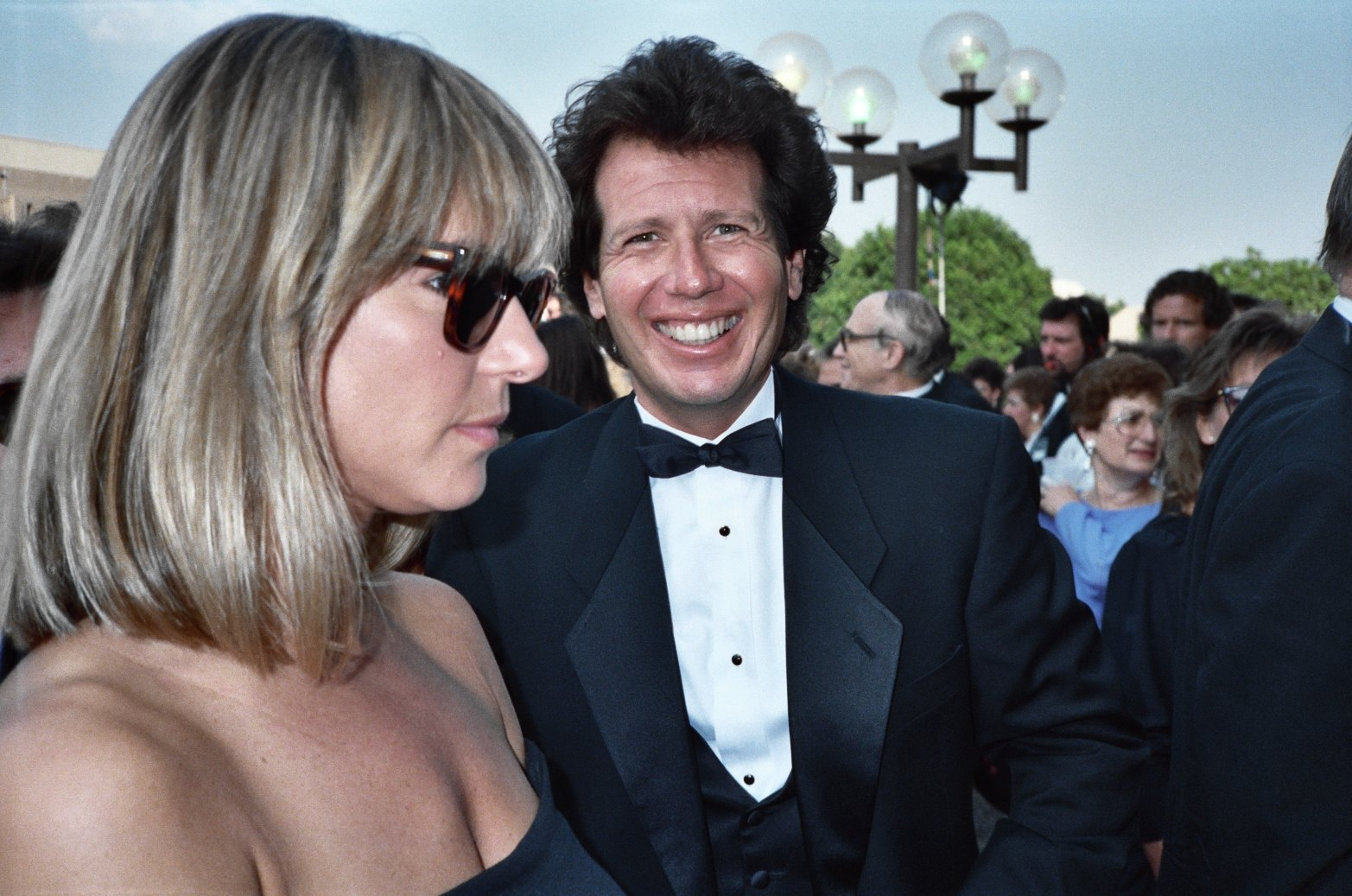
Garry Shandling y Linda Doucett en la 39.ª gala de los Emmy.

Shandling vivió la mayor parte de su vida como soltero y divulgó muy poco sobre su vida personal. Tenía un hermano mayor llamado Barry, quien murió en 1960 con tan solo 13 años de edad, a causa de una fibrosis quística.
Compartió un apartamento con Linda Doucett desde 1987 hasta 1994; en The Larry Sanders Show, Doucett interpretó a Darlene, la asistente de Hank Kingsley.
Después de su ruptura, fue despedida del show, presentando posteriormente una demanda contra Shandling y la compañía de Brad Grey por acoso sexual y despido injustificado, el cual fue resuelto fuera de la corte por un millón de dólares.
Para promocionar Not Just the Best of the Larry Sanders Show, Shandling apareció en Late Show with David Letterman, donde explicó que jugaba mucho al baloncesto y que había comenzado a boxear.

## Fallecimiento
Shandling falleció el 24 de marzo de 2016. El Departamento de Policía de Los Ángeles comunicó que el actor sufrió súbitamente un colapso y fue trasladado a un hospital, donde finalmente murió.

## Filmografía

### Cine
| Año  | Título                              | Rol                                         | Notas                        |
| ---- | ----------------------------------- | ------------------------------------------- | ---------------------------- |
| 1990 | Mother Goose Rock 'n' Rhyme         | Jack (de la canción infantil Jack and Jill) | Película para televisión     |
| 1993 | The Night We Never Met              | Sr. Vertisey                                | No acreditado                |
| 1994 | Love Affair                         | Kip DeMay                                   |                              |
| 1994 | Mixed Nuts                          | Stanley                                     |                              |
| 1998 | Dr. Dolittle                        | Palomo (voz)                                |                              |
| 1998 | Hurlyburly                          | Artie                                       |                              |
| 2000 | What Planet Are You From?           | Harold Anderson                             | También productor y escritor |
| 2001 | Town & Country                      | Griffin Morris                              |                              |
| 2001 | Zoolander                           | Garry Shandling                             |                              |
| 2002 | Run Ronnie Run                      | Él mismo                                    |                              |
| 2005 | Trust the Man                       | Dr. Beekman                                 |                              |
| 2006 | Vecinos invasores                   | Verne (voz)                                 |                              |
| 2006 | Hammy's Boomerang Adventure         | Verne (voz)                                 | Cortometraje                 |
| 2010 | Iron Man 2                          | Senador Stern                               |                              |
| 2011 | The Brain Storm                     | Garry Shandling                             | Cortometraje                 |
| 2012 | El dictador                         | Inspector de salubridad                     | No acreditado                |
| 2014 | Captain America: The Winter Soldier | Senador Stern                               |                              |
| 2016 | El libro de la selva                | Ikki el puercoespín (voz)                   | Lanzamiento póstumo          |

### Televisión
| Año       | Título                           | Rol                        | Notas                                                                     |
| --------- | -------------------------------- | -------------------------- | ------------------------------------------------------------------------- |
| 1984      | Garry Shandling: Alone in Vegas  | Él mismo                   | Especial de stand-up                                                      |
| 1986–1990 | It's Garry Shandling's Show      | Garry Shandling            | 72 episodios; también cocreador, productor ejecutivo y escritor           |
| 1987      | Saturday Night Live              | Él mismo (anfitrión)       | Episodio: «Garry Shandling/Los Lobos»                                     |
| 1990      | 32nd Annual Grammy Awards        | Él mismo (anfitrión)       | Especial de televisión                                                    |
| 1991      | 33rd Annual Grammy Awards        | Él mismo (anfitrión)       | Especial de televisión                                                    |
| 1991      | Garry Shandling: Stand-Up        | Él mismo                   | Especial de stand-up                                                      |
| 1992      | The Ben Stiller Show             | Garry Shandling            | Episodio: «With Garry Shandling»                                          |
| 1992–1998 | The Larry Sanders Show'          | Larry Sanders              | 89 episodios; también cocreador, productor ejecutivo, escritor y director |
| 1993      | 35th Annual Grammy Awards        | Él mismo (anfitrión)       | Especial de televisión                                                    |
| 1994      | 36th Annual Grammy Awards        | Él mismo (anfitrión)       | Especial de televisión                                                    |
| 1996      | Dr. Katz, Professional Therapist | Garry (voz)                | Episodio: «Sticky Notes»                                                  |
| 1998      | Caroline in the City             | Steve                      | Episodio: «Caroline and the Marriage Counselor: Part 2»                   |
| 2000      | The X-Files                      | Él mismo                   | Episodio: «Hollywood A.D.»                                                |
| 2000      | 52nd Primetime Emmy Awards       | Él mismo (anfitrión)       | Especial de televisión                                                    |
| 2002      | My Adventures in Television      | Él mismo                   | Episodio: «Death Be Not Pre-Empted»                                       |
| 2003      | 55th Primetime Emmy Awards       | Él mismo (coanfitrión)     | Especial de televisión                                                    |
| 2004      | 56th Primetime Emmy Awards       | Él mismo (anfitrión)       | Especial de televisión                                                    |
| 2006      | Tom Goes to the Mayor            | Capitán Pat Lewellen (voz) | Episodio: «Couple's Therapy»                                              |

### Como guionista
Cine:
- What Planet Are You From? (con Michael Leeson, Ed Solomon y Peter Tolan) (2000)

Televisión:
- Sanford and Son (1975–1976).
- Welcome Back, Kotter (1976).
- The Harvey Korman Show (1978).
- Garry Shandling: Alone in Vegas (1984).
- The Garry Shandling Show: 25th Anniversary Special (1986).
- It's Garry Shandling's Show (1986–1990).
- The Larry Sanders Show (1992–1998).

## Premios y nominaciones

### Globos de Oro
| Año  | Categoría                                                              | Trabajo nominado       | Resultado |
| ---- | ---------------------------------------------------------------------- | ---------------------- | --------- |
| 1996 | Globo de Oro al mejor actor de serie de televisión - Comedia o musical | The Larry Sanders Show | Nominado  |
| 1995 | Globo de Oro al mejor actor de serie de televisión - Comedia o musical | The Larry Sanders Show | Nominado  |